# Paul Krugman
Paul Robin Krugman (Nova Iorque, 28 de fevereiro de 1953) é um economista norte-americano, vencedor do Nobel de Economia de 2008. Autor de diversos livros, é também desde 2000 colunista do The New York Times. Krugman identifica a si mesmo como um economista Keynesiano.

## Economista
É professor de Economia e Assuntos Internacionais na Universidade Princeton. Em 2008, recebeu o Prémio Nobel pelas suas contribuições na nova teoria do comércio e a nova geografia económica, que trataram da dinâmica da escala - quantidade de produção - na troca de bens entre os países.
Foi crítico da Nova Economia, termo cunhado no final da década de 1990 para descrever a passagem de uma economia de base principalmente industrial para uma economia baseada no conhecimento e nos serviços, resultante do progresso tecnológico e da globalização econômica.
Krugman também foi um notório crítico da administração George W. Bush e sua política interna e externa - críticas que ele apresenta em sua coluna do The New York Times.
É geralmente considerado um NeoKeynesiano.
Ao contrário de muitos "gurus" da economia, Krugman também é considerado pelos seus pares como um importante colaborador em estudos. Krugman escreveu mais de 200 artigos e vinte livros — alguns deles acadêmicos e alguns escritos para o público leigo. Seu livro International Economics: Theory and Policy é um livro-texto básico para o estudo da economia internacional.
Em 1991 recebeu a Medalha John Bates Clark, concedida pela American Economic Association.
Krugman afirma que os problemas da economia no início do século XXI são causados pela procura insuficiente. Esta ideia exposta no livro The Return of Depression Economics (1999) foi desenvolvida no meio da crise em A crise de 2008 e a economia da depressão (2009). Coerente com seu ponto de vista, é um oponente às políticas de austeridade, e considera que as economias dos Estados Unidos, Japão e Europa estão em uma "armadilha da liquidez", em que a poupança não se torna investimento, enquanto o investimento público permitiria recuperar o emprego e superar o impasse. Seu livro Um Basta à Depressão Econômica! (2012) critica as medidas econômicas impostas pelas autoridades norte-americanas e europeias e apresenta alternativas concretas. Em 2008, criticou o salvamento financeiro dos bancos.
Em 2011 foi bastante criticado por supostamente defender em entrevista a CNN que uma falsa invasão alienígena seria o modo de retirar a economia mundial da crise. Depois reviu esta ideia, afirmando que as guerras não trazem lucros, apenas prejuízos.
A 27 de Fevereiro de 2012 recebeu o grau de Doutor Honoris Causa da Universidade de Lisboa, Universidade Técnica de Lisboa e da Universidade Nova de Lisboa na Aula Magna.

## Biografia
Krugman nasceu e foi criado no seio de uma família judaica. Estudou economia na Universidade Yale, apesar de seu primeiro interesse ser a história. Ph.D. em 1977, pelo Massachusetts Institute of Technology (MIT), Krugman lecionou em Yale, no próprio MIT e na Universidade Stanford antes de ingressar em Princeton, em 2000.
É casado com Robin Wells, sua segunda mulher, que também é professora em Princeton. Não tem filhos.
Paul Krugman diz que o seu interesse na Economia começou com as novelas Foundation (Fundação) de Isaac Asimov, nas quais os cientistas sociais do futuro usam "a psico-história" para tentar salvar a civilização. Uma vez que a psico-história não existe na realidade, Krugman virou-se para a Economia, que ele considerava a melhor alternativa.
Entre 1982 e 1983, durante a administração Ronald Reagan, trabalhou na Casa Branca, como membro do Conselho de Economistas. Também é membro de um corpo econômico internacional, o grupo dos trinta.
É correspondente estrangeiro da Academia das Ciências de Lisboa e apoiou o Occupy Wall Street em 2011.

## Publicações em português
- Economia internacional (1999) Com Maurice Obstfeld. São Paulo: Makron Books. 8ª edição (2010) São Paulo: Pearson. ISBN 978-85-886-3951-5
- Economia espacial (2002) Com Masahisa Fujita e Antony J. Venables. São Paulo: Futura. ISBN 978-85-741-3123-8
- A Desintegração Americana (2006) Río de Janeiro: Record. ISBN 85-01-07011-4
- A Crise de 2008 e a Economia da Depressão (2009) Rio de Janeiro: Elsevier. ISBN 978-85352-3336-0
- Um Basta à Depressão Econômica! (2012) Rio de Janeiro: Elsevier. ISBN 978-85-352-6100-4 (edição brasileira). Edição em Portugal: Acabem com esta Crise Já! (2012) Lisboa: Presença. ISBN 978-97-223-4857-7
- A Consciência de um Liberal (2009), Editorial Presença, Coleção Sociedade Global, ISBN 9789722342094, EAN 978-9722342094, Nº de páginas: 272

## Publicações

### Livros acadêmicos (de autoria ou coautoria)
- The Spatial Economy – Cities, Regions and International Trade (Jul. 1999), com Masahisa Fujita e Anthony Venables. MIT Press, ISBN 0-262-06204-6
- The Self Organizing Economy (Fev. 1996), ISBN 1-55786-698-8
- EMU and the Regions (Dez. 1995), com Guillermo de la Dehesa. ISBN 1-56708-038-3
- Development, Geography, and Economic Theory (Ohlin Lectures) (Set. 1995), ISBN 0-262-11203-5
- Foreign Direct Investment in the United States (3a. Ed.) (Fev. 1995), com Edward M. Graham. ISBN 0-88132-204-0
- World Savings Shortage (September 1994), ISBN 0-88132-161-3
- What Do We Need to Know About the International Monetary System? (Ensaios em Finanças Internacionais, No. 190 Jul. 1993) ISBN 0-88165-097-8
- Currencies and Crises (Jun. 1992), ISBN 0-262-11165-9
- Geography and Trade (Gaston Eyskens Lecture Series) (Aug.1991), ISBN 0-262-11159-4
- The Risks Facing the World Economy (Jul. 1991), com Guillermo de la Dehesa e Charles Taylor. ISBN 1-56708-073-1
- Has the Adjustment Process Worked? (álises de Políticas em Economia Internacional, 34) (Jun. 1991), ISBN 0-88132-116-8
- Rethinking International Trade (Abr. 1990), ISBN 0-262-11148-9
- Trade Policy and Market Structure (Mar. 1989), com Elhanan Helpman. ISBN 0-262-08182-2
- Exchange-Rate Instability (Lionel Robbins Lectures) (Nov. 1988), ISBN 0-262-11140-3
- Adjustment in the World Economy (Aug. 1987) ISBN 1-56708-023-5
- Market Structure and Foreign Trade: Increasing Returns, Imperfect Competition, and the International Economy (Mai. 1985), com Elhanan Helpman. ISBN 978-0-262-08150-4

### Livros acadêmicos (editados ou coeditados)
- Currency Crises (National Bureau of Economic Research Conference Report) (Set. 2000), ISBN 0-226-45462-2
- Trade with Japan: Has the Door Opened Wider? (National Bureau of Economic Research Project Report) (Mar. 1995), ISBN 0-226-45459-2
- Empirical Studies of Strategic Trade Policy (National Bureau of Economic Research Project Report) (Abr. 1994), co-editado com Alasdair Smith. ISBN 0-226-45460-6
- Exchange Rate Targets and Currency Bands (October 1991), co-ed. com Marcus Miller. ISBN 0-521-41533-0
- Strategic Trade Policy and the New International Economics (Jan. 1986), ISBN 0-262-11112-8

### Livros de economia
- Economics: European Edition (Spring 2007), com Robin Wells e Kathryn Graddy. ISBN 0-7167-9956-1
- Macroeconomics (2006), com Robin Wells. ISBN 0-7167-6763-5
- Economics, 1a. ed. (2005), com Robin Wells. ISBN 1-57259-150-1
- Economics, 2a. ed. (2009), com Robin Wells. ISBN 0-7167-7158-6
- Economics, 3a. ed. (2013), com Robin Wells. ISBN 1-4292-5163-8
- Economics, 4a. ed. (2017), com Robin Wells. ISBN 1-4641-8665-0
- Economics, 5a. ed. (2018), com Robin Wells. ISBN 1-319-06660-7
- Economics, 6a. ed. (2021), com Robin Wells. ISBN 1-319-24494-7
- Microeconomics (2004), com Robin Wells. ISBN 0-7167-5997-7
- International Economics: Theory and Policy, com Maurice Obstfeld. 7a. Ed. (2006), ISBN 0-321-29383-5; 1a. ed. (1998), ISBN 0-673-52186-9

### Livros para o público em geral
- Arguing with Zombies: Economics, Politics, and the Fight for a Better Future (Jan. 2020) ISBN 978-1324005018
- End This Depression Now! (Abr. 2012) ISBN 0-393-08877-4
  - Um apelo à política expansionista estimulante e ao fim da austeridade
- The Conscience of a Liberal (Out. 2007) ISBN 0-393-06069-1
- The Great Unraveling: Losing Our Way in the New Century (Set. 2003) ISBN 0-393-05850-6
  - Um livro de suas colunas no The New York Times, muitos tratam das políticas econômicas do governo Bush ou da economia em geral.
- Fuzzy Math: The Essential Guide to the Bush Tax Plan (Mai. 4, 2001) ISBN 0-393-05062-9
- The Return of Depression Economics and the Crisis of 2008 (Dez. 2008) ISBN 0-393-07101-4
  - Uma versão atualizada de seu trabalho anterior.
- The Return of Depression Economics (Mai. 1999) ISBN 0-393-04839-X
  - Considera a longa estagnação econômica do Japão durante a década de 1990, a crise financeira asiática e os problemas na América Latina.
  - The Return of Depression Economics and the Crisis of 2008 (Dez. 2008) ISBN 0-393-07101-4
- The Accidental Theorist and Other Dispatches from the Dismal Science (Mai. 1998) ISBN 0-393-04638-9
  - Coleção de ensaios, principalmente da escrita de Krugman para Slate.
- Pop Internationalism (March 1996) ISBN 0-262-11210-8
  - Coleção de ensaios, cobrindo basicamente o mesmo terreno que Pedling Prosperity.
- Peddling Prosperity: Economic Sense and Nonsense in an Age of Diminished Expectations (Abr.1995) ISBN 0-393-31292-5
  - História do pensamento econômico desde os primeiros estrondos de revolta contra a economia keynesiana até o presente, para o leigo.
- The Age of Diminished Expectations: U.S. Economic Policy in the 1990s (1990) ISBN 0-262-11156-X
  - Um "livro informativo" sobre as principais questões políticas em torno da economia.
  - Revisado e atualizado, janeiro de 1994, ISBN 0-262-61092-2
  - erceira edição, agosto de 1997, ISBN 0-262-11224-8

### Artigos acadêmicos selecionados
- (2012) "Debt, Deleveraging, and the Liquidity Trap: A Fisher-Minsky-Koo Approach". The Quarterly Journal of Economics 127 (3), pp. 1469–513.
- (2009) "The Increasing Returns Revolution in Trade and Geography". The American Economic Review 99(3), pp. 561–71.
- (1998) "It's Baaack: Japan's Slump and the Return of the Liquidity Trap". Brookings Papers on Economic Activity 1998, pp. 137–205.
- (1996) "Are currency crises self-fulfilling?". NBER Macroeconomics Annual 11, pp. 345–78.
- (1995) (com AJ Venables) (1995). «Globalization and the inequality of nations» (PDF). Quarterly Journal of Economics. 110 (4): 857–80. JSTOR 2946642. doi:10.2307/2946642
- (1991) "Increasing returns and economic geography". Journal of Political Economy 99, pp. 483–99.
- (1991) Krugman, P. R. (1991). «Target zones and exchange rate dynamics» (PDF). Quarterly Journal of Economics. 106 (3): 669–82. JSTOR 2937922. doi:10.2307/2937922
- (1991) "History versus expectations". Quarterly Journal of Economics 106 (2), pp. 651–67.
- (1981) "Intra-industry specialization and the gains from trade". Journal of Political Economy 89, pp. 959–73.
- (1980) "Scale economies, product differentiation, and the pattern of trade". American Economic Review 70, pp. 950–59.
- (1979) "A model of balance-of-payments crises". Journal of Money, Credit, and Banking 11, pp. 311–25.
- (1979) "Increasing returns, monopolistic competition, and international trade". Journal of International Economics 9, pp. 469–79.